# Igralište Građanskog
Igralište Građanskog – nieistniejący już stadion piłkarski w Zagrzebiu, stolicy Chorwacji. Istniał w latach 1924–1952. Mógł pomieścić 18 000 widzów. Został wybudowany jako arena klubu Građanski Zagrzeb, po II wojnie światowej służył również m.in. Dinamu Zagrzeb; na obiekcie odbywały się także spotkania międzynarodowe.
Budowa stadionu Građanskiego Zagrzeb rozpoczęła się w 1923 roku. Pierwotne plany zakładały utworzenie dużego obiektu mogącego pomieścić do 20 000 widzów. Najpierw jednak budowę przerwała powódź, a ostatecznie na przeszkodzie stanęły problemy finansowe i zakres prac trzeba było nieco ograniczyć, nie stanęło to jednak na przeszkodzie do dokończenia budowy. Otwarcia nowego obiektu, które odbyło się przy udziale Stjepana Radića, dokonano 19 października 1924 roku. Był to wówczas najlepszy tego typu obiekt w Zagrzebiu. 29 maja 1932 roku reprezentacja Jugosławii rozegrała na obiekcie towarzyskie spotkanie z Polską (0:3). 2 kwietnia 1940 roku na stadionie swój pierwszy w historii mecz rozegrała reprezentacja Chorwacji, pokonując towarzysko Szwajcarię 4:0. Chorwacja jeszcze raz wystąpiła na tym stadionie 8 grudnia 1940 roku w towarzyskim spotkaniu przeciwko Węgrom (1:1). Uznawanie obu tych spotkań reprezentacji Chorwacji za oficjalne jest jednak problematyczne, gdyż niepodległe państwo chorwackie wówczas jeszcze nie istniało i była to w zasadzie reprezentacja Banowiny Chorwacji. W 1945 roku Građanski Zagrzeb przestał istnieć, choć jeszcze w 1943 roku planował budowę zupełnie nowego stadionu w innej lokalizacji. Rolę gospodarza obiektu po II wojnie światowej przejął Dinamo Zagrzeb, a nazwę areny zmieniono na Pobjeda. Pojemność stadionu wynosiła wówczas 18 000 widzów. W 1948 roku Dinamo przeprowadziło się jednak na stadion Maksimir. Na stadionie grywały jeszcze mniej znaczące wówczas kluby piłkarskie, ostatecznie w 1952 roku obiekt został zamknięty, a w jego miejscu wybudowano później budynek przedsiębiorstwa energetycznego HEP.